# Six Flags Great America
Ne doit pas être confondu avec California's Great America ou Six Flags America.
 (décembre 2023).
Si vous disposez d'ouvrages ou d'articles de référence ou si vous connaissez des sites web de qualité traitant du thème abordé ici, merci de compléter l'article en donnant les références utiles à sa vérifiabilité et en les liant à la section « Notes et références ».
Six Flags Great America est un parc d'attractions du groupe Six Flags situé à Gurnee, dans l'Illinois. Il ouvrit en 1976 sous le nom Marriott’s Great America. Le parc fut racheté par Six Flags à la Marriott Corporation (en) en 1984 et devint le septième parc de la chaîne.

## Histoire

### Marriott Great America
Marriott Corporation commence la construction du parc en 1974 et l'ouvre officiellement le 29 mai 1976. Le parc connaît un succès immédiat, en partie grâce à son thème américain et à son ouverture durant le Bicentenaire des États-Unis. Le parc était divisé en six zones (Carousel Plaza, Hometown Square, The Great Midwest Livestock Exposition At County Fair, Yankee Harbor, Yukon Territory et le quartier français. Une septième zone, The Great Southwest, fut planifiée, mais ne fut construite qu'en 1996 sous le nom Southwest Territory.
Chaque zone était bien distincte. Le personnel avait des tenues différentes en fonction de leur localisation, la thématique et la décoration des bâtiments, boutiques et restaurants suivaient cette règle.
Le parc comptait alors trois montagnes russes ; Willard's Whizzer, Turn of the Century, et Gulf Coaster. Tidal Wave fut ajouté 2 ans après l'ouverture dans la zone Yankee Harbor. Il était alors composé également d'autres attractions comme le Columbia Carousel, la grande roue Sky Whirl, Delta Flyer, Eagle's Flight, etc.
Rue Le Dodge, une des attractions originale du parc de 1976 est connu pour être l'attraction d’autos-tamponneuses la plus grande du monde. Une copie parfaite de l’attraction existe au parc California's Great America, à Santa Clara.
Le Pictorium, un cinéma IMAX, ouvre quant à lui en 1979. L'année suivante, The Turn of the Century, subit de nombreuses modifications et fut renommée The Demon. L'été de la même année, commencent les travaux de nouvelles montagnes russes nommées American Eagle.
En 1983, The Edge, une première génération de tour de chute libre d'Intamin est ajoutée. Elle dut fermé l'année suivante après un accident qui blessa 4 adolescents.

### Bally’s Six Flags
Six Flags, qui appartient alors à Bally Manufacturing, rachète le parc en 1984.
En 1985, Six Flags ajoute Z Force, un parcours de montagnes russes d'Intamin, suivit en 1986 par Splash Water Falls, ainsi que Power Dive en 1987.
Z Force est relocalisé à Six Flags Over Georgia en 1987. À la fin de 1991, l’attraction fut envoyé à Six Flags Magic Mountain où elle opéra sous le nom Flashback. Elle fut démontée en 2007 en attendant de trouver un nouveau parc pour être installée.

### Wesray Six Flags
En 1987, la compagnie Bally Manufacturing fut rachetée par Wesray Capital et un groupe de 6 managers de Six Flags. De nombreux manèges furent revendues où fermées. La priorité était alors le développement des montagnes russes. Les différents costumes disparurent et furent remplacés par des uniformes unisexes. Tous les restaurants s'alignèrent au niveau de leur carte et proposèrent des menus type fast food. 1988 voit arriver la première nouvelle montagnes russes avec Shockwave de Arrow Dynamics dans une nouvelle zone nommée Orleans Place.
Il s'ensuit de nombreux ajouts ; Rolling Thunder en 1989, Iron Wolf en 1990, The Condor en 1991.

### Time Warner Six Flags
Time Warner, une des grandes influences pour le parc depuis ces débuts avec la participation des personnages de la bande des Looney Tunes et qui était alors un des actionnaires minoritaires racheta des parts jusqu’à obtenir 50 % de celles-ci et devint donc actionnaire majoritaire du parc.
En 1992, Batman: The Ride, un parcours de montagnes russes inversées de Bolliger & Mabillard est mise en place. L’attraction est récompensée le 20 juin 2005 par les American Coaster Enthusiasts, lors de leur convention annuelle.
Space Shuttle America, un simulateur de mouvements est construit en 1994. En 1995, Viper, des montagnes russes en bois basées sur le modèle de Cyclone à Coney Island sont construites à côté de Rolling Thunder qui, au cours de cette même année est démonté pour laisser place à une nouvelle zone, la fameuse Southwest Territory qui ouvrit en 1996.

### Premier Parks Six Flags
Time Warner vend ses parts à Six Flags en 1995, et en 1998 Premier Parks devient la propriété de la société Six Flags.
1998 est une grosse année pour le parc. La zone Yukon Territory accueille le Camp Cartoon Network. Une aire composée de cinq nouvelles attractions. Spacely's Sproket Rocket (Roller Skater de Vekoma), Scooby Doo's Mystery Machine, Yogi's Yahoo River, Rocky Road's Rescue Service, et Bedrock Boulder Roller. Bugs Bunny Land est renommé Looney Tunes National Park et inclus divers manèges pour les plus petits (Looney Tooter Choo Choo Train, Waddaview Charter, Porky's Buzzy Beez, Petunia's Lady Bugz, Looney Tunes Lodge Foam Ball Factory, Pepe Le Pew's Peak, et Nature Trail).
En 1999, les hyper montagnes russes de Bolliger & Mabillard, Raging Bull fait son arrivée.
En 2001, Great America ajouta deux nouvelles montagnes russes. La première, une impulse coaster d'Intamin nommée Vertical Velocity, et la seconde, un Giant Inverted Boomerang de Vekoma nommé Déjà Vu en remplacement de Sky Whirl et Hay Bailer.
Superman: Ultimate Flight, les première montagnes russes volantes du Midwest des États-Unis remplaça ShockWave en 2003. L’historique Ameri-Go-Round fut démonté à la fin de cette saison.
La zone de Power Dive et Cajun Cliffhanger fut transformé en zone Mardi Gras en 2004. Ragin' Cajun, une Wild Mouse fut ajoutée en plus d’un Top spin de Huss Park Attractions nommé King Chaos, d’un Rockin' Tug de Zamperla nommé Jester’s Wild Ride et un Ballon Race nommé Big Easy Ballons.
En 2005, Six Flags Great America eut droit à son parc aquatique ; Six Flags Hurricane Harbor. Avec piscine à vagues, Bahama Mama et Bubba Tubba, des toboggans aquatiques, etc.
Ce nouveau parc fut un succès et augmenta la fréquentation de 24 %.

### Shapiro
Quand Mark Shapiro devint chef exécutif en 2005, il commença de nombreux changements dans le parc dans l’optique de le rendre plus familial.

## Flash Pass
Le Flash Pass est un système similaire aux FastPass utilisés dans les parcs Disney qui permet de réserver sa place dans une file d’attente. Ce système est disponible sur Superman: Ultimate Flight, Roaring Rapids, Batman: The Ride, Vertical Velocity, Loggers Run, Iron Wolf, Whizzer, Raging Bull, et Giant Drop.
Great America bénéficie de ce système depuis 2001. Il portait à l’époque le nom FastLane. En 2006 le nom fut changé quand Mark Shapiro introduit « Ligue de justice d'Amérique » dans le parc.
Après 7 ans d’utilisation, le système va changer et devenir Lo-Q.

## Le parc d’attractions
Le parc d'attractions est composé de 12 zones thématiques :
- Carousel Plaza - La place d'entrée
- Southwest Territory - Zone comprenant beaucoup d'attractions à sensation
- DC Universe
- Yukon Territory -
- Hometown Square -
- Hometown Park -
- Kidzopolis
- County Fair
- Orleans Place - Zone comprenant des attractions sur Batman et Superman
- Mardi Gras - Zone thématique sur l'Espagne
- Camp Cartoon - Zone destinée aux enfants

- Hurricane Harbor Chicago - Parc Aquatique

### Les montagnes russes

#### En fonction
| Nom                       | Type                          | Constructeur                   | Année           | Zone                                       |
| ------------------------- | ----------------------------- | ------------------------------ | --------------- | ------------------------------------------ |
| American Eagle            | Bois                          | Intamin                        | 1981 (23 mai)   | County Fair                                |
| Batman: The Ride          | Inversées                     | Bolliger & Mabillard           | 1992 (9 mai)    | DC Universe                                |
| Demon                     | Assises                       | Arrow                          | 1976 (29 mai)   | County Fair                                |
| Goliath                   | Bois                          | Rocky Mountain Construction    | 2014            | County Fair                                |
| The Joker                 | Quadridimensionnelles         | S&S - Sansei Technologies      | 2017            | DC Universe                                |
| Little Dipper             | Bois                          | Philadelphia Toboggan Coasters | 2010            | Yukon Territory                            |
| Maxx Force                | Lancées                       | Bolliger & Mabillard           | 2019            | Carousel Plaza                             |
| Raging Bull               | Hyper / Méga                  | Bolliger & Mabillard           | 1999 (1er mai)  | Southwest Territory                        |
| Sprocket Rockets          | Assises / Junior              | Vekoma                         | 1998            | Camp Cartoon                               |
| Superman: Ultimate Flight | Volantes                      | Bolliger & Mabillard           | 2003 (3 mai)    | Orleans Place                              |
| The Dark Knight           | Wild Mouse                    | Mack Rides                     | 2008            | Orleans Place                              |
| Flash: Vertical Velocity  | Lancées / Navette / Inversées | Intamin                        | 2001            | DC Universe                                |
| Viper                     | Bois                          | Philadelphia Toboggan Coasters | 1995 (29 avril) | Southwest Territory                        |
| Whizzer                   | Assises                       | Anton Schwarzkopf              | 1976            | Hometown Square                            |
| X-Flight                  | Wing Rider                    | Bolliger & Mabillard           | 2012            | County Fair (à l'emplacement du Iron Wolf) |

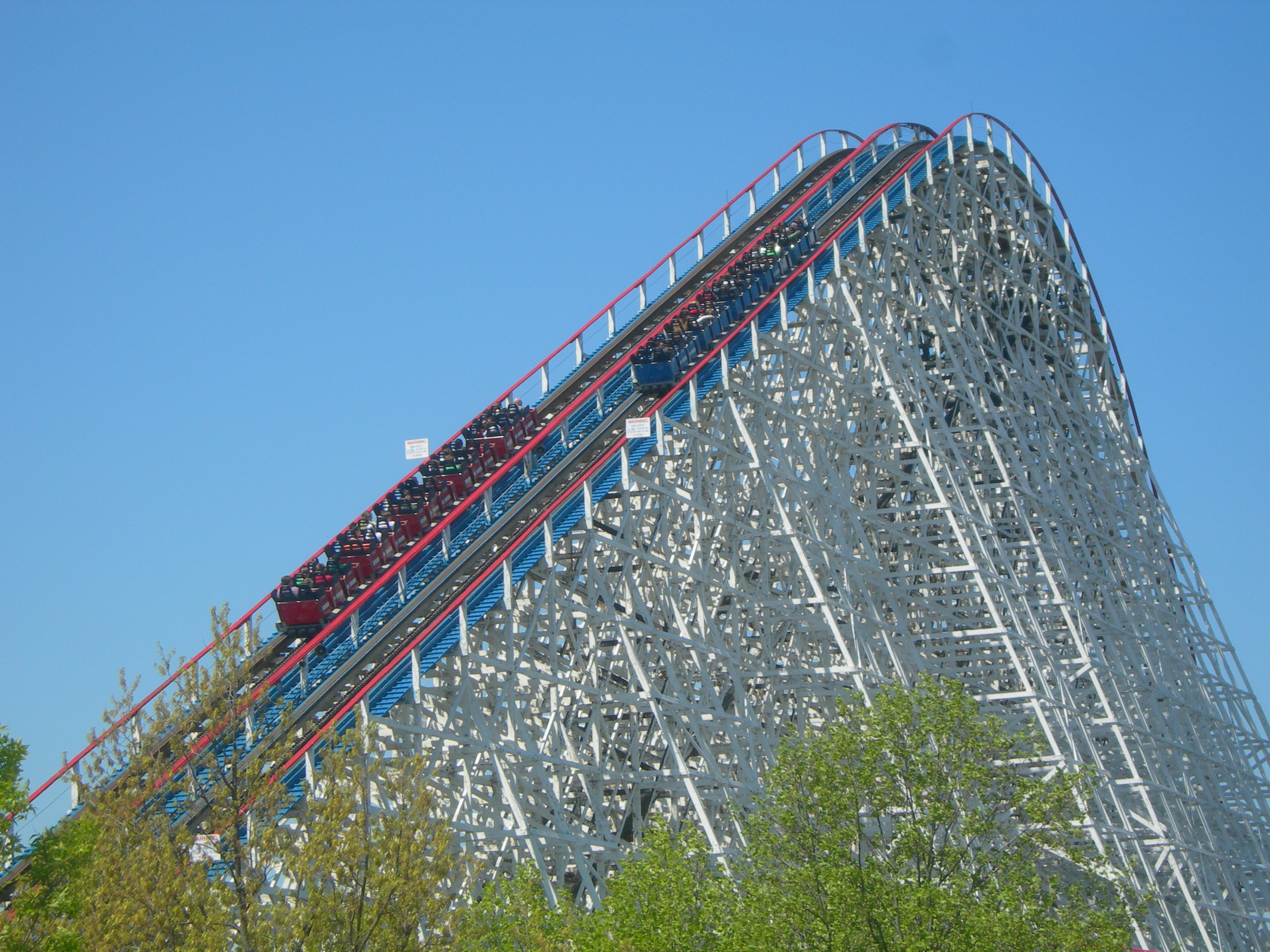
American Eagle
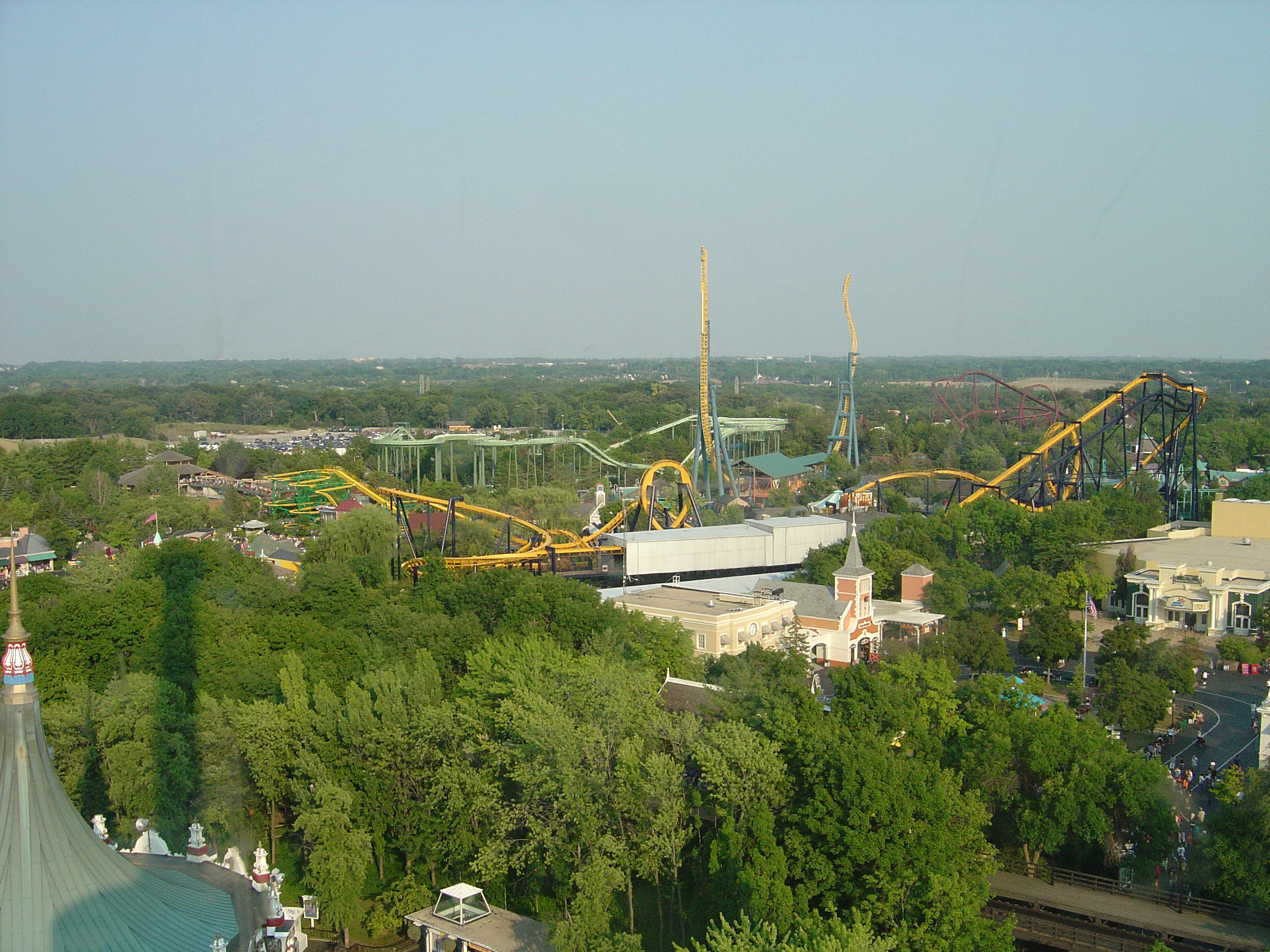
Batman: The Ride
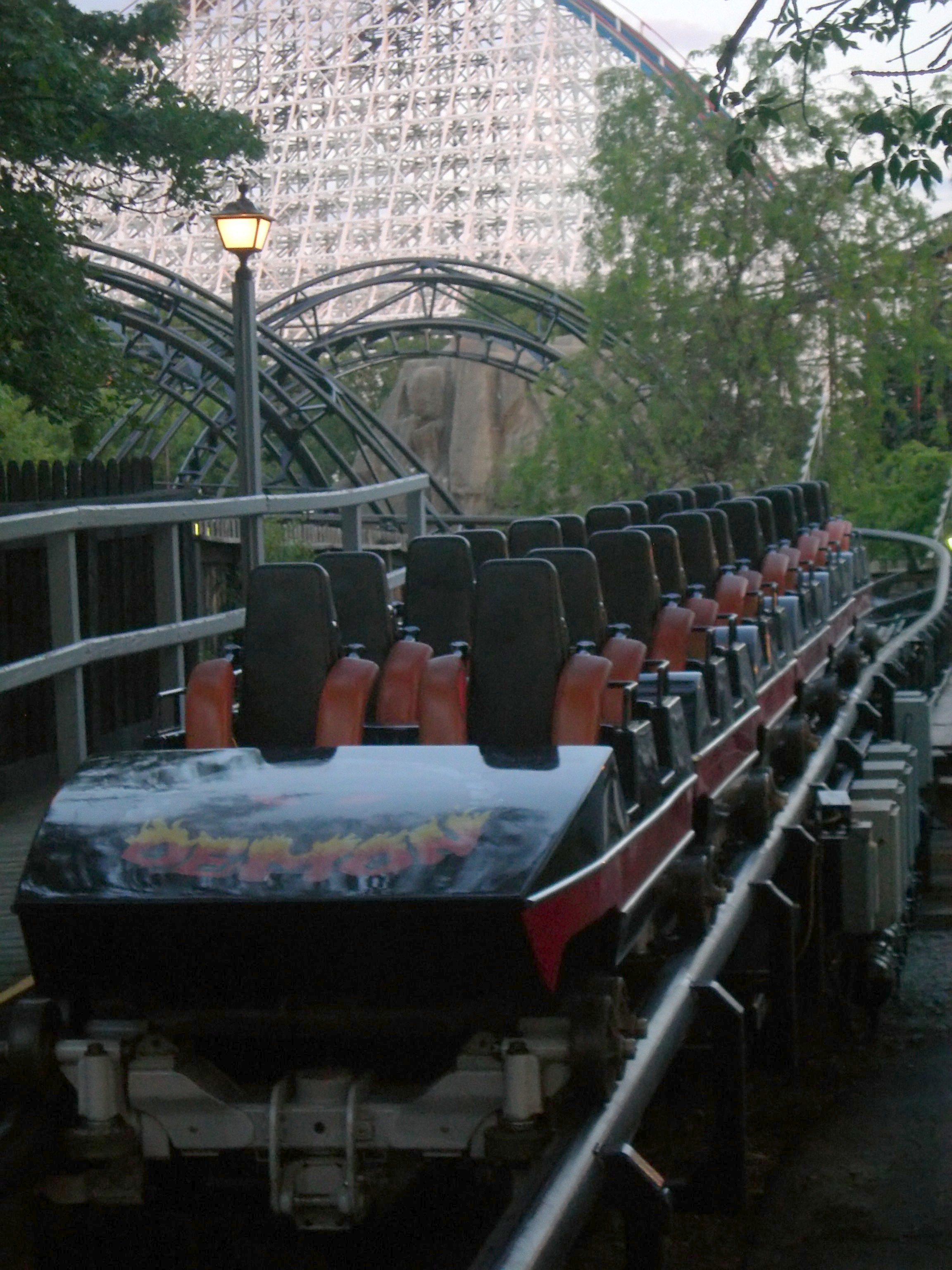
Demon
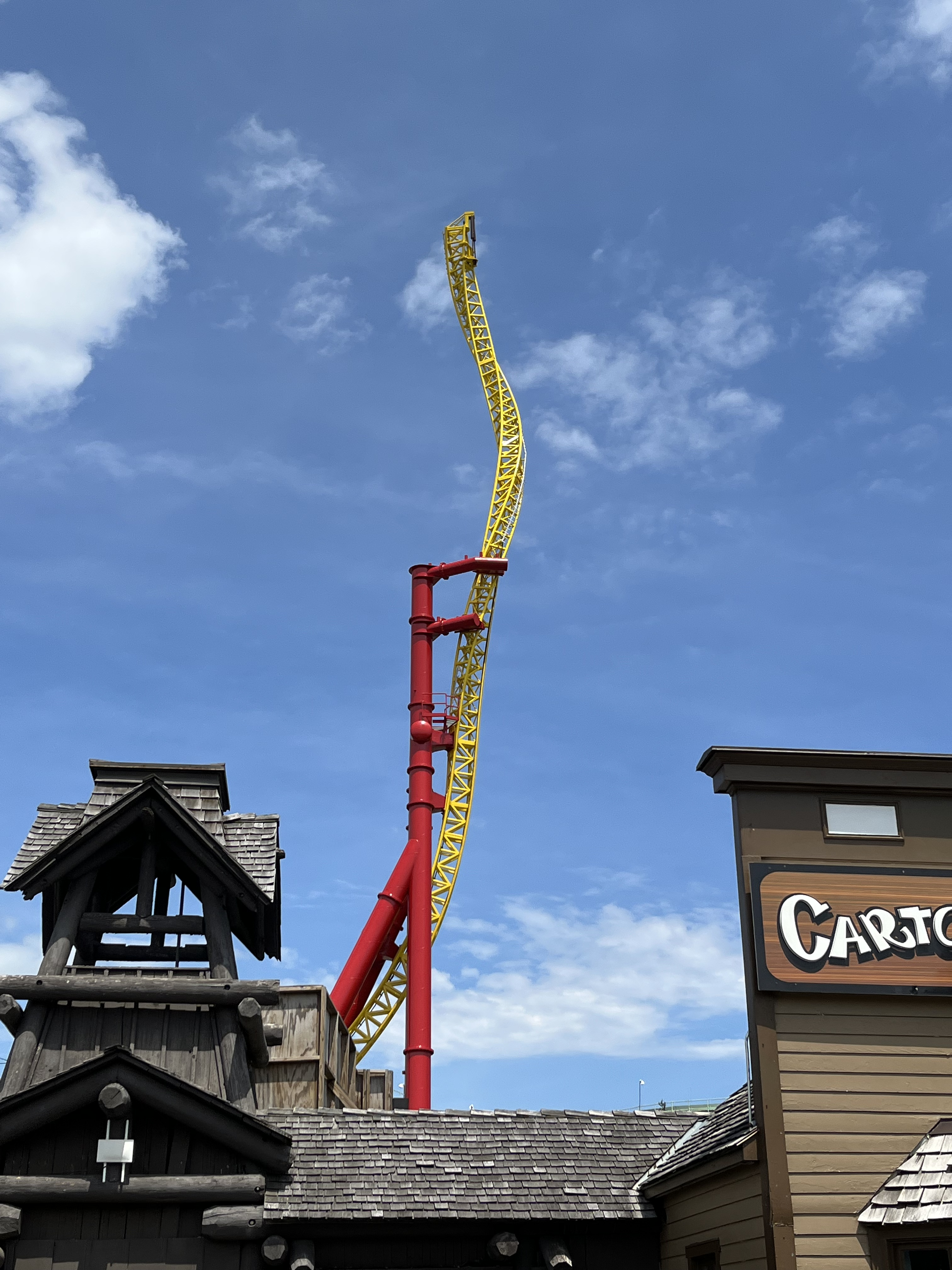
Flash: Vertical Velocity
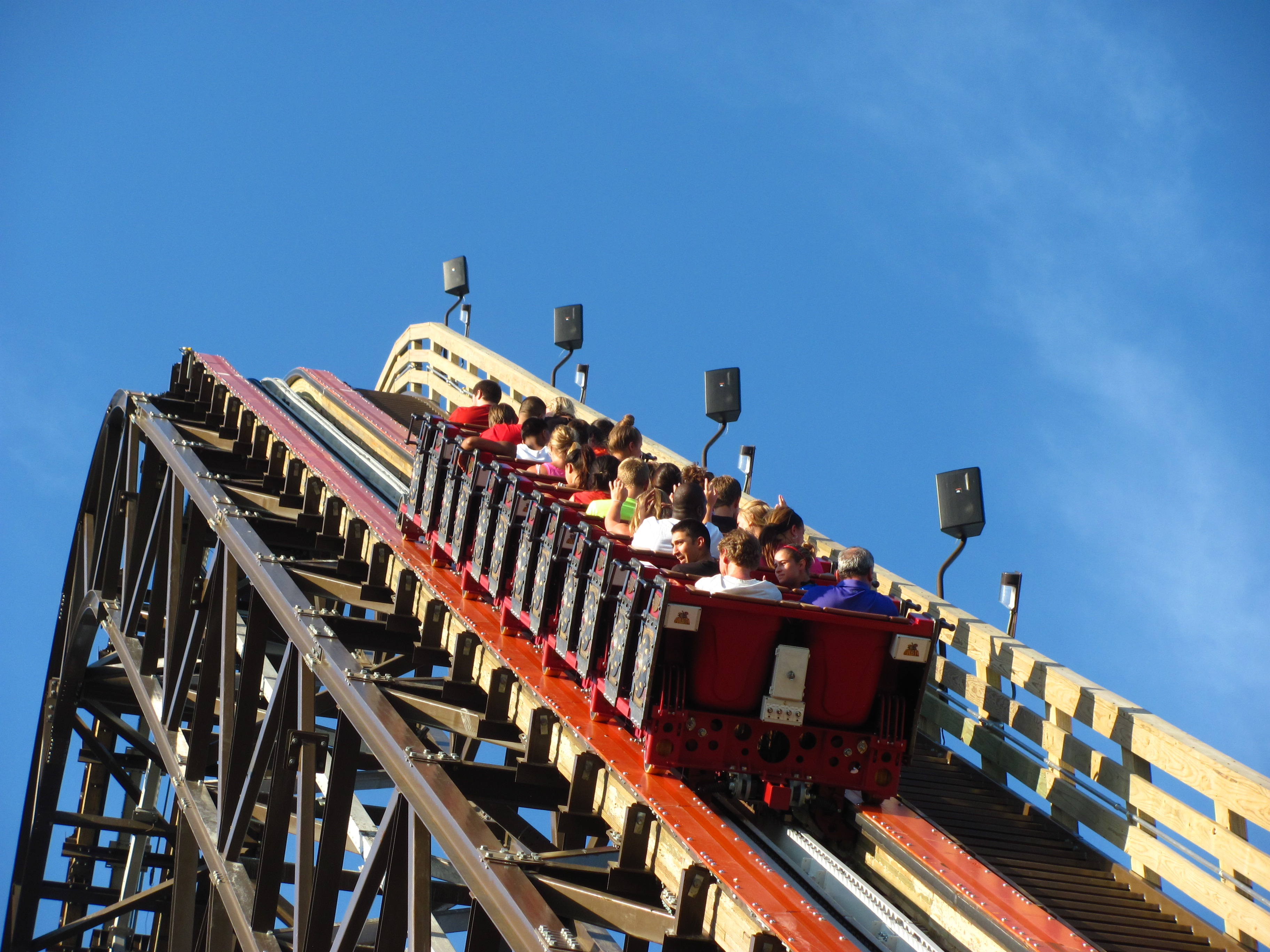
Goliath
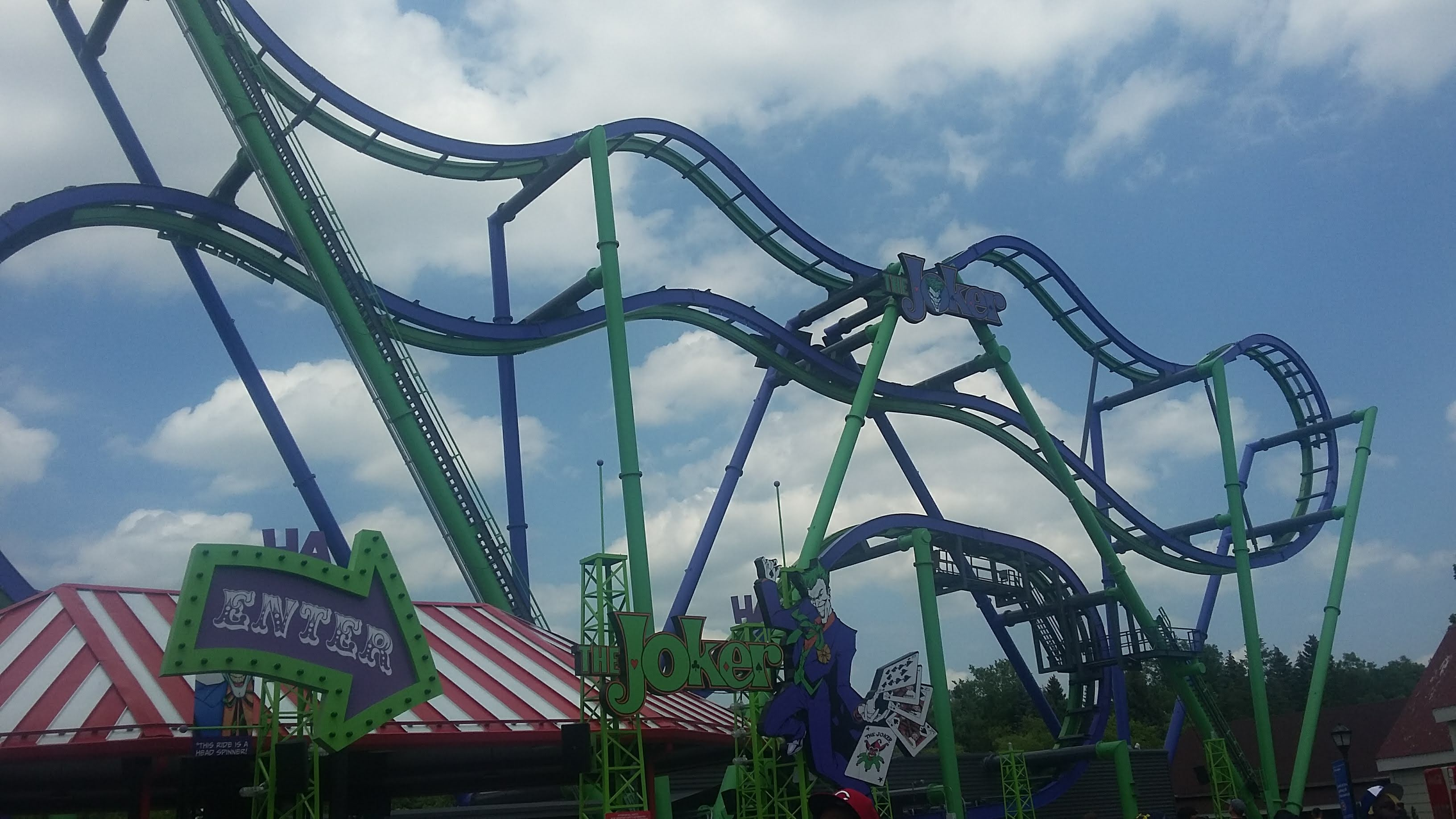
Joker
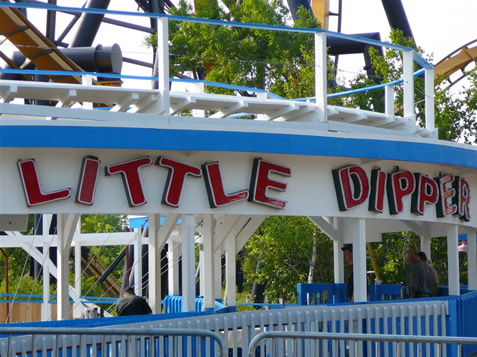
Little Dipper
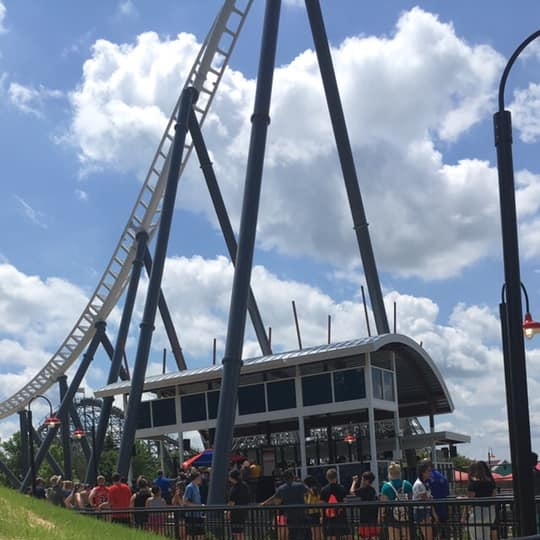
Maxx Force
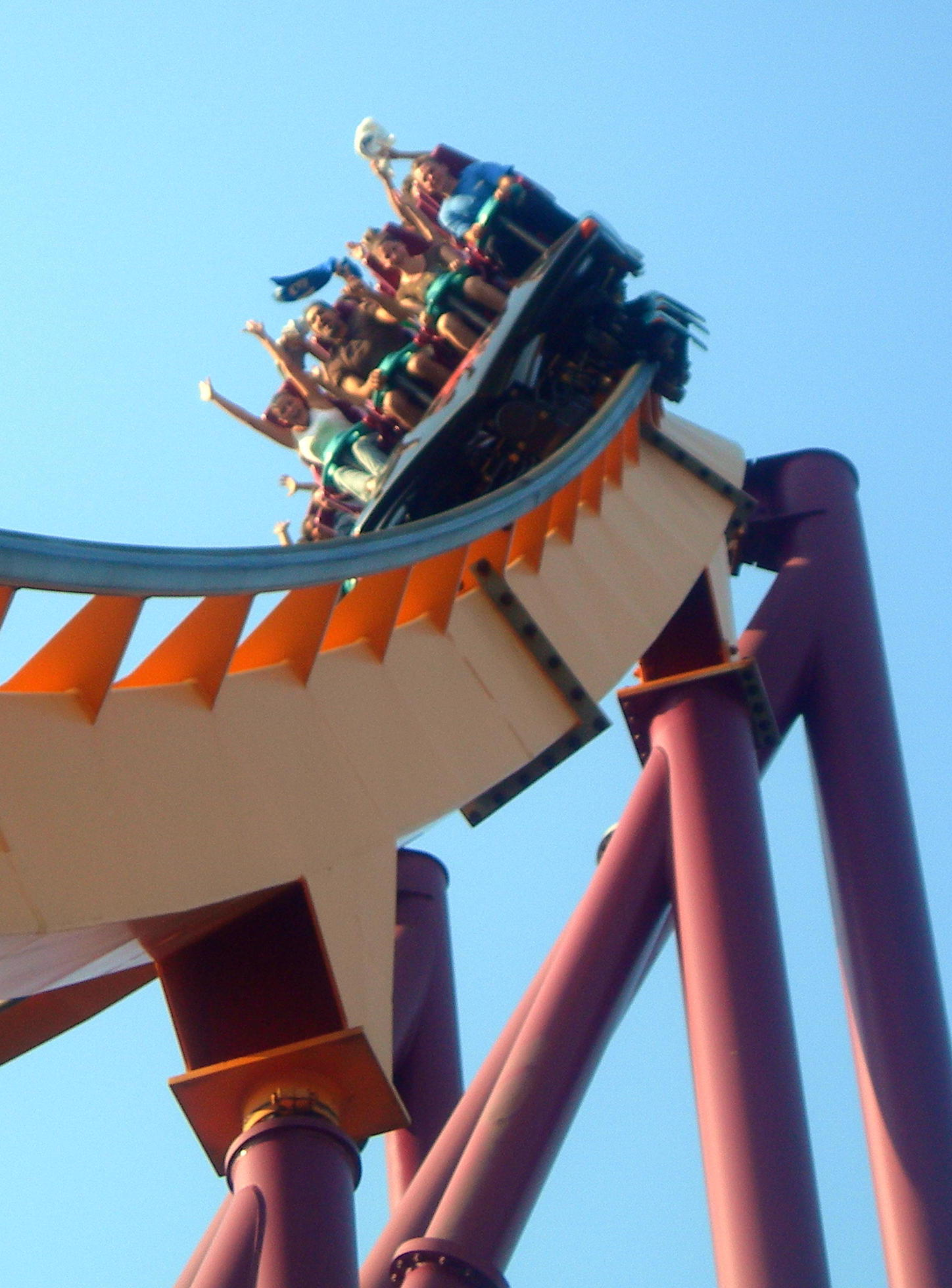
Raging Bull
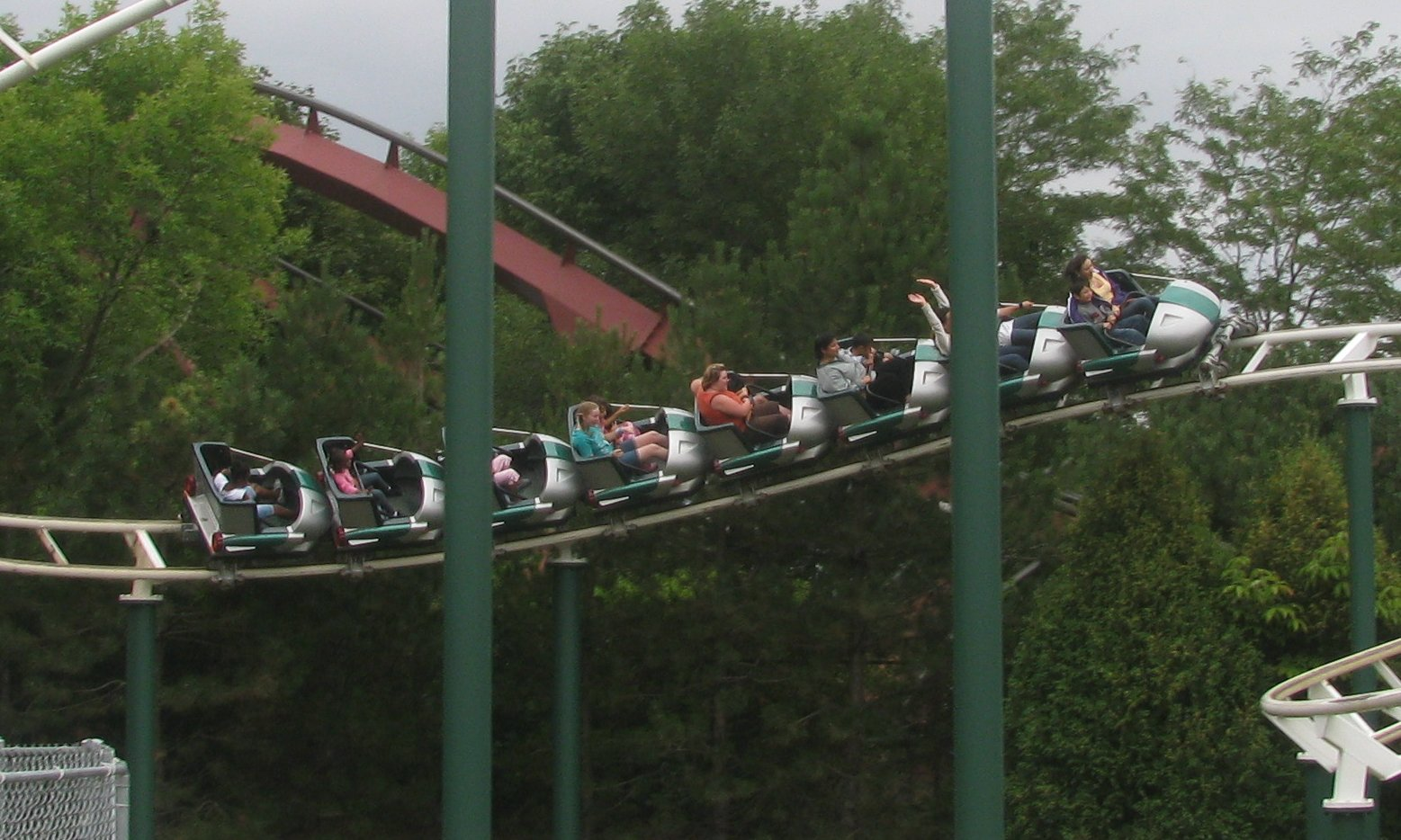
Sprocket Rockets
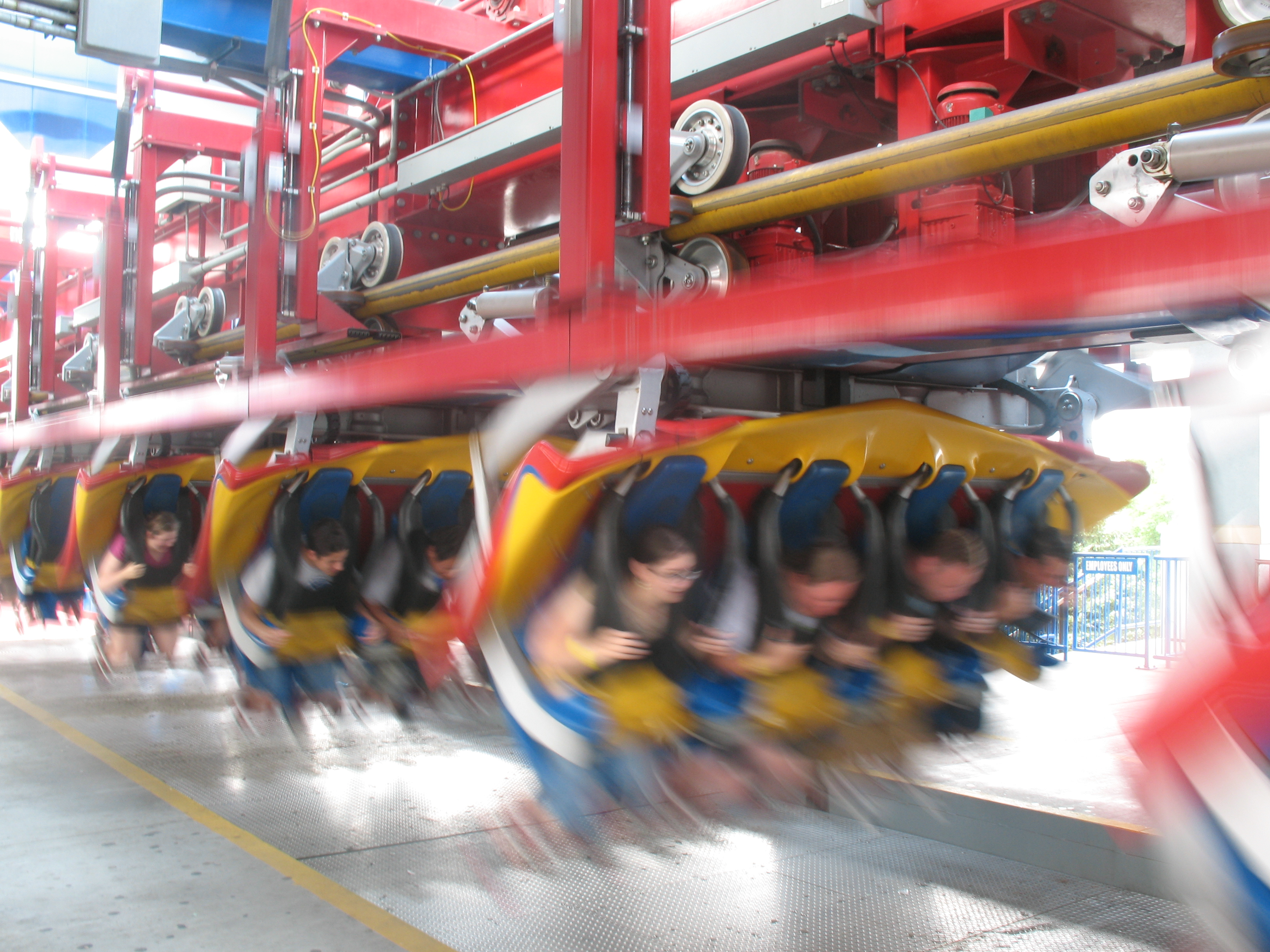
Superman: Ultimate Flight
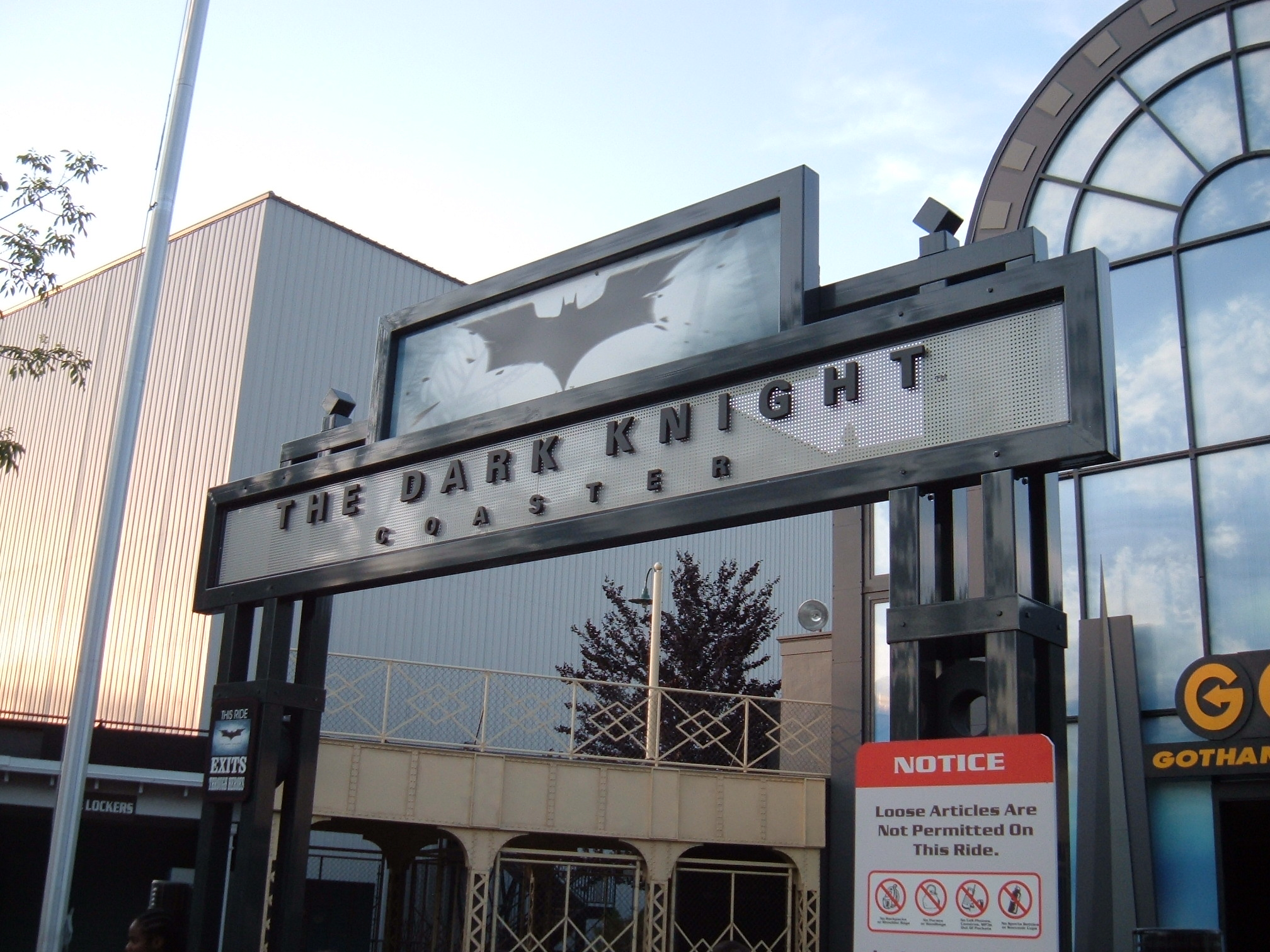
The Dark Knight
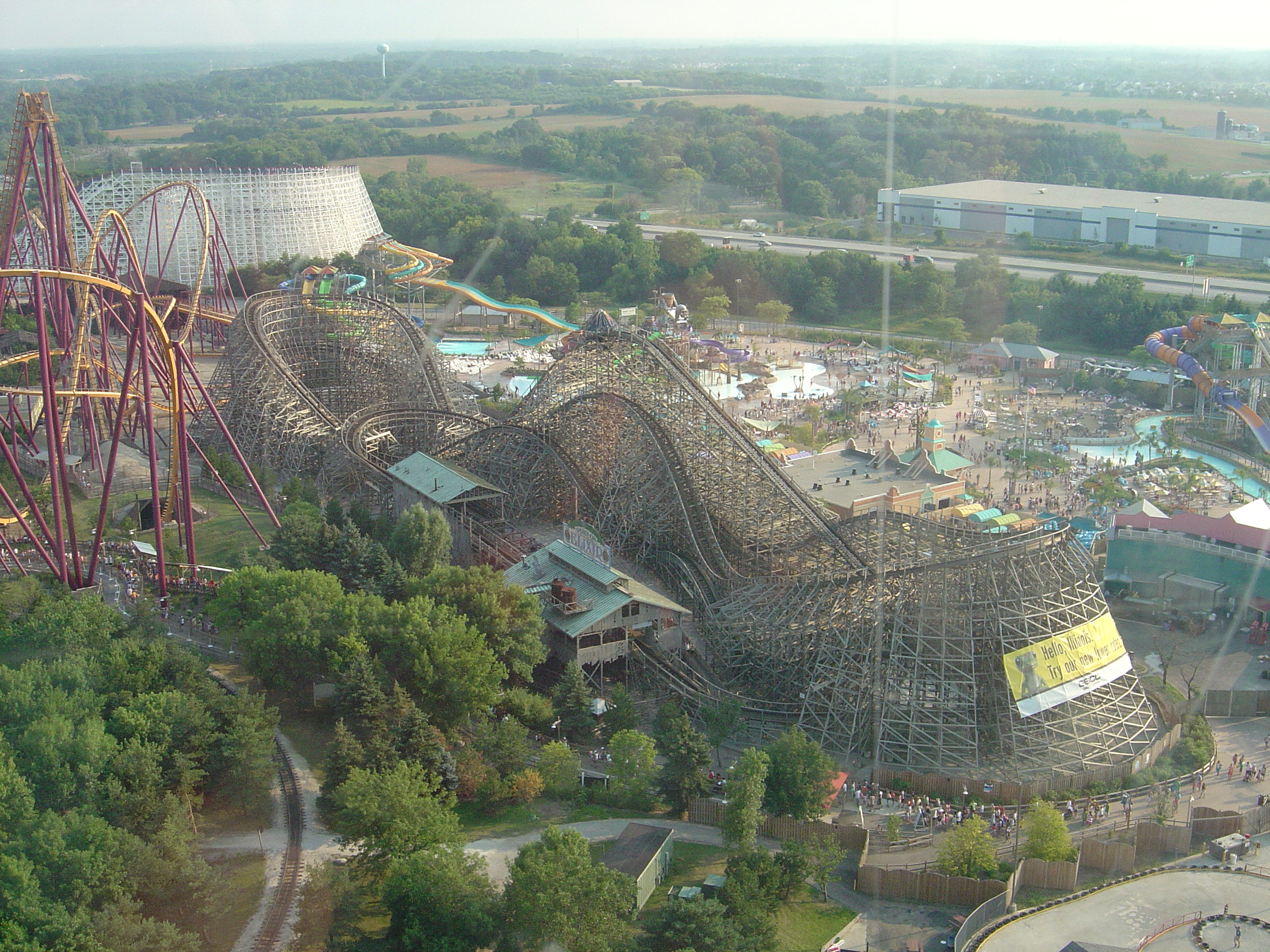
Viper
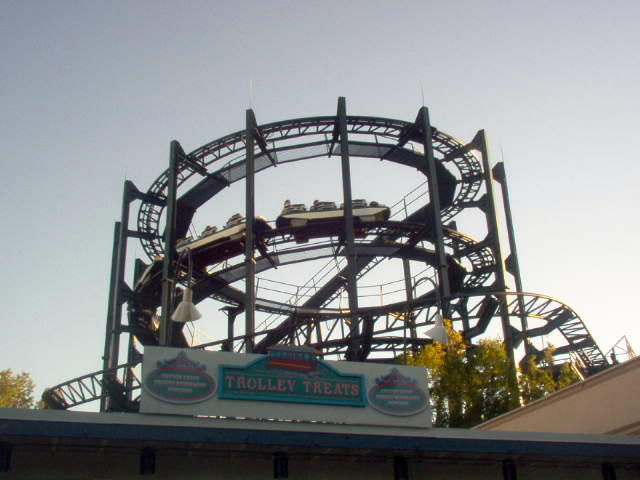
Whizzer
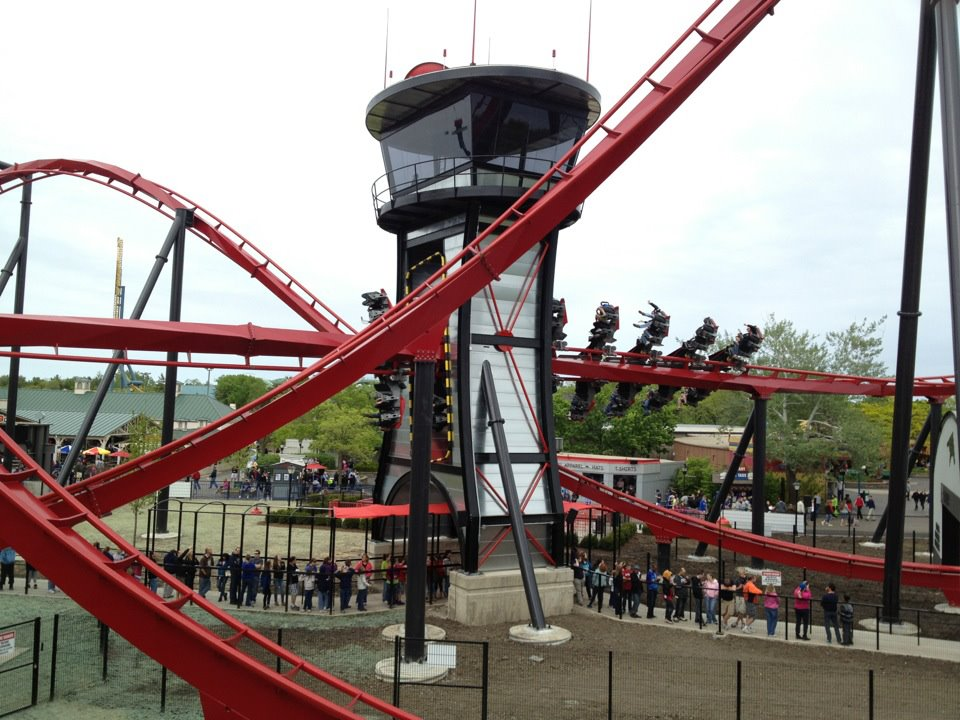
X-Flight

#### Disparues
- Ragin'Cajun' (2004-2013), Zamperla, Wild Mouse tournoyante
- Déjà Vu (2001-2007), Vekoma, Giant Inverted Boomerang
- Gulf Coaster (1976-1976)
- Iron Wolf (28 avril 1990 - 2011), Bolliger & Mabillard, montagnes russes en position verticale
- Rolling Thunder (1989-1996), Intamin, montagnes russes bobsleigh
- Shockwave (1988-2002), Arrow Dynamics, multiloop coaster.
- Tidal Wave (1978-1991), Anton Schwarzkopf, montagnes russes navette.
- Z-Force (1985-1987), Intamin, space diver coaster.

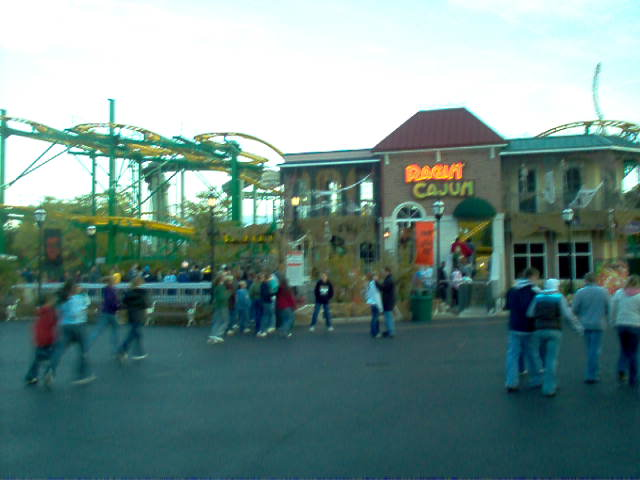
Ragin'Cajun

### Attractions aquatiques

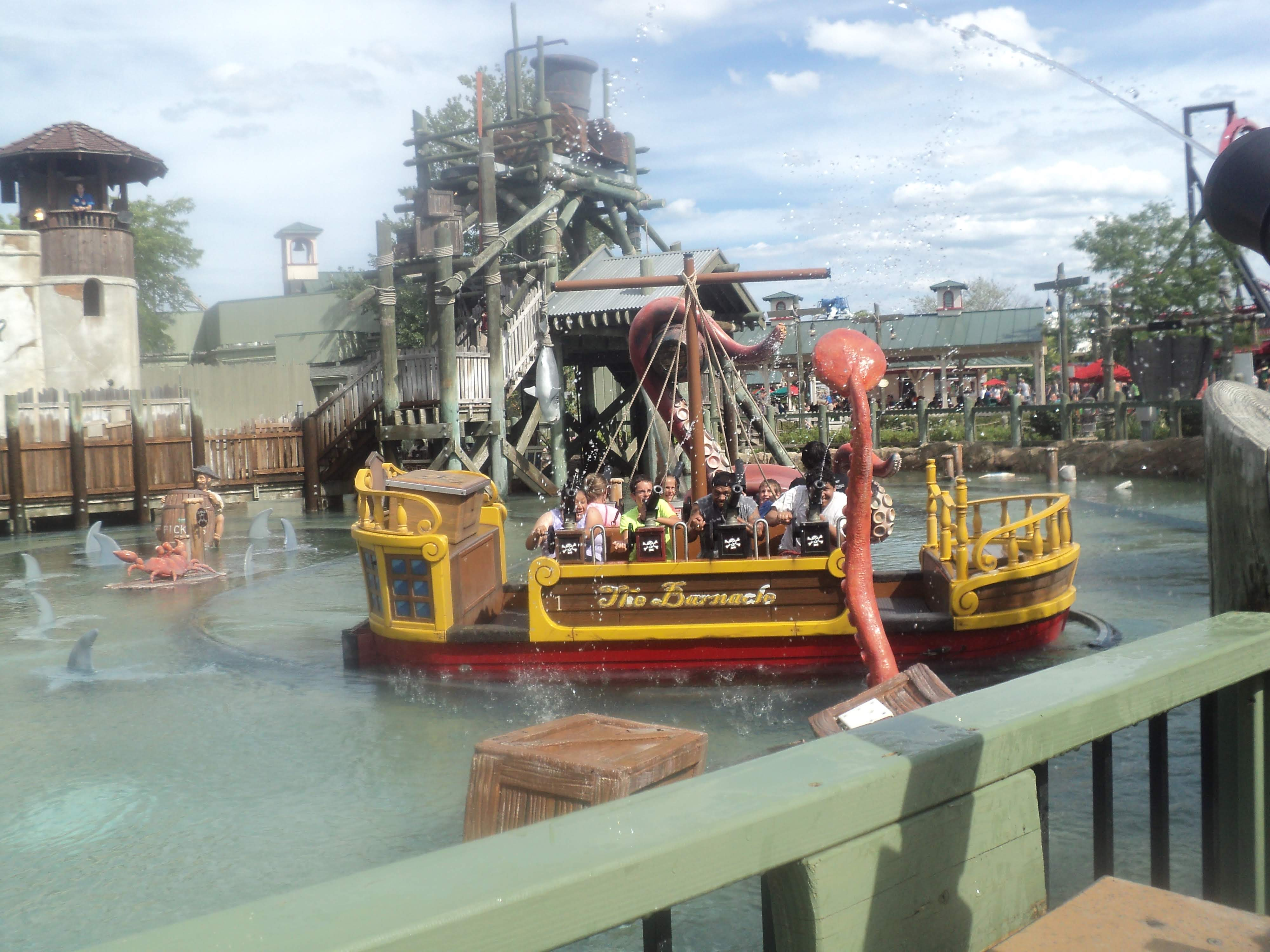
Buccaneer Battle

- Buccaneer Battle - Splash Battle (2009), Mack Rides
- Logger's Run - Bûches (1976), Arrow Dynamics
- Roaring Rapids - Bouées (1984), Intamin
- Splashwater Falls Shoot the Chute (1986-2007), Hopkins Rides
- Yankee Clipper - Hydroflume (1976), Arrow Dynamics

### Autres attractions

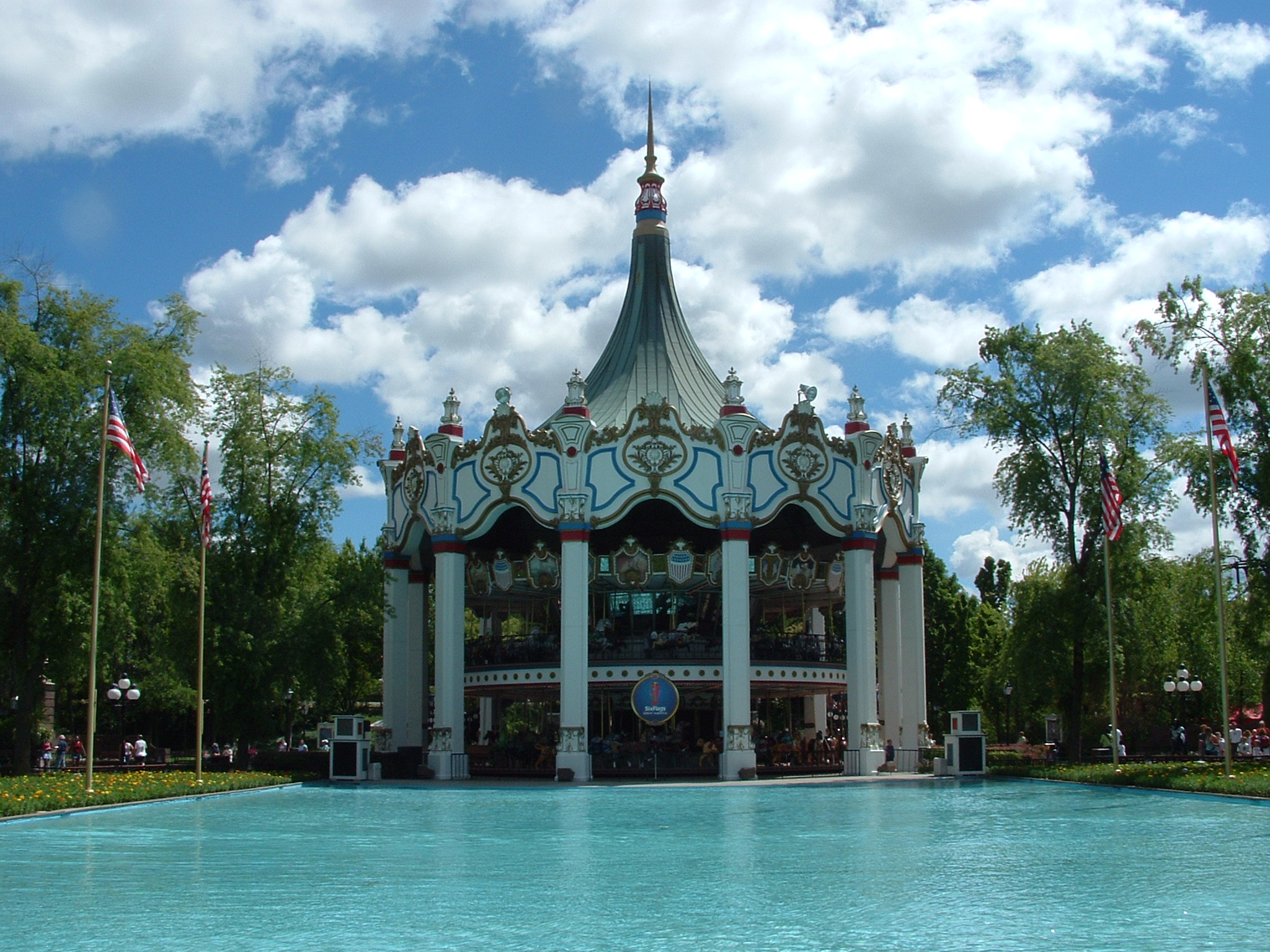
Columbia Carousel

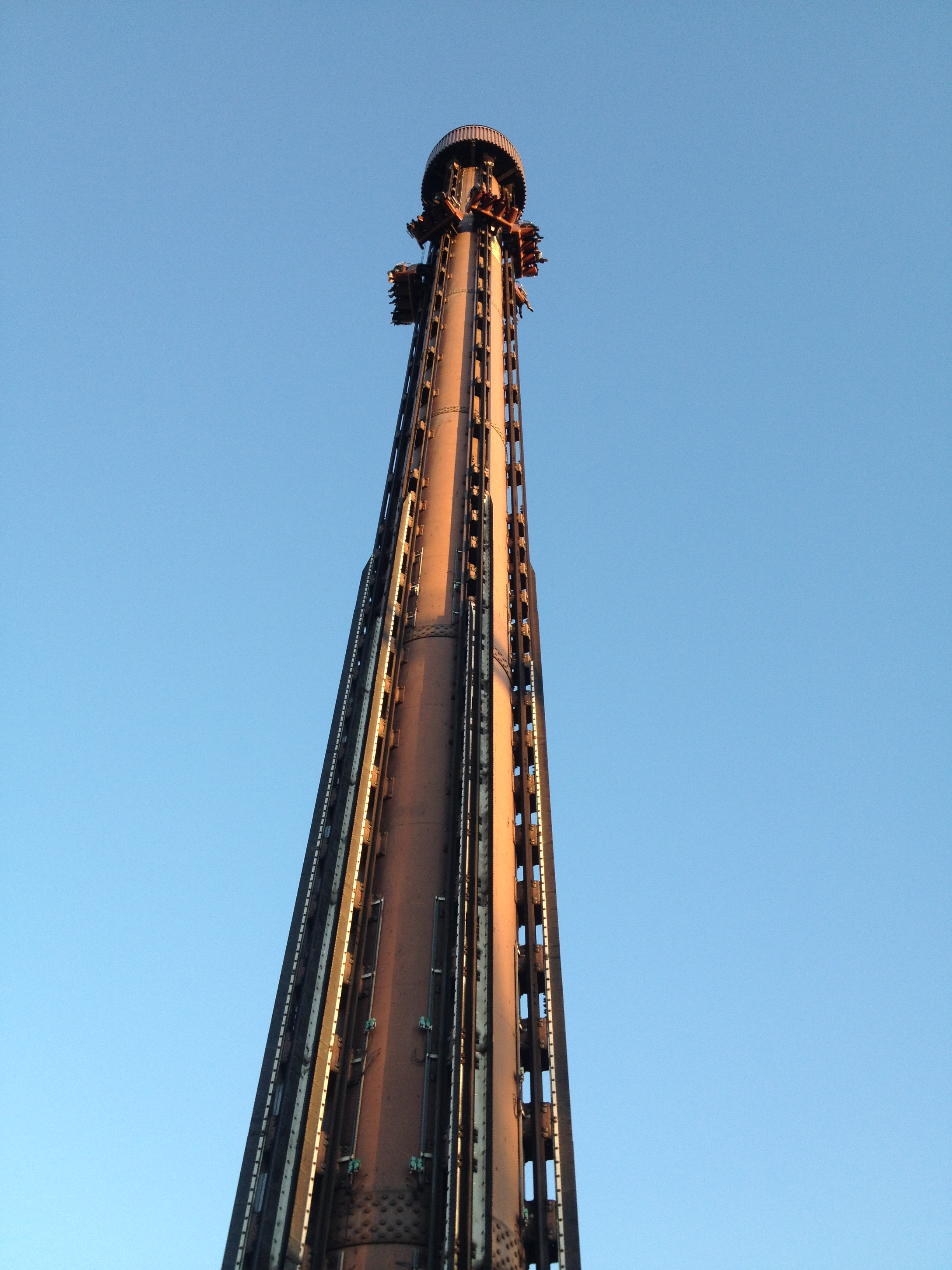
Giant Drop

- Columbia Carousel - Carrousel à double étage (1976), Chance Manufacturing Company, Inc.
- Rue Le Dodge - Autos-tamponneuses (1976)
- Sky Trek Tower - Tour panoramique (1977), Intamin
- Triple Play - Troïka (1976), Huss Park Attractions
- Scenic Railway Hometown Station (1976)
- Hometown Fun Machine - Scrambler (1976), Eli Bridge Company
- The Orbit - Enterprise (1976), Anton Schwarzkopf
- Chubasco - Tasses (1996), Zamperla
- Ricochet - Swing around (1977), Huss Park Attractions
- Giant Drop - Tour de chute (1997), Intamin
- River Rocker - Bateau à bascule (1996), Zamperla
- Great America Raceway - Balade en voiture antique (1976), Arrow Dynamics
- Revolution - Frisbee (2004), Huss Park Attractions
- Scenic Railway Fairgrounds Junction - (1976)
- Fiddler's Fling - Calypso 3 (1976), Anton Schwarzkopf
- Whirligig - Chaises volantes (1976), Zierer
- East River Crawler - Pieuvre (1976), Anton Schwarzkopf
- The Jester's Wild Ride - Rockin’ Tug (2004), Zamperla
- Big Easy Balloons - Balloon Race (2004), Zamperla
- King Chaos - Top Spin (2004), Huss Park Attractions
- Condor - Condor (1991), Huss Park Attractions
- Space Shuttle America - Simulateur de mouvements (1994), I-Werks
- Justice League: Battle for Metropolis - Parcours scénique interactif (2016), Sally Dark Rides / Alterface Projects

### Attractions pour enfants
Situé dans la zone Camp Cartoon Network :
- Scooby Doo's Mystery Machine - Crazy Bus (1998), Zamperla
- Bedrock Boulder Roller - Roue panoramique (1998), Zamperla
- Flinstones - Rocky Road Rescue Service - (1998), Hampton Rides
- Yogi's Yahoo River - (1998), Herschell

Situé dans la zone Bugs Bunny National Park :
- Yosemite Sam's National Park Tour - Petit train de Zamperla
- Looney Tunes Lodge - Aire de jeu
- Pepe Le Pew's Peak - Aire de jeu avec toboggans
- Waddaview National Park Charter Service
- Porky's Buzzy Beez
- Petunia's Lady Bugz

Situé dans la zone Wiggle's World :
- Big Red Plane Ride - Telecombat de Zamperla
- Big Red Car Ride - Convoy de Zamperla
- Bouncin' With Wags - Jumpin' Star de Zamperla
- Dorothy's Rosy Tea Cups - Mini Tasses de Zamperla
- Yummy Yummy Fruit Salad Tower Ride - Samba Tower de Zamperla
- Henry's Splash Fountain
- S.S. Feathersword Pirate Ship

## Hurricane Harbor Chicago

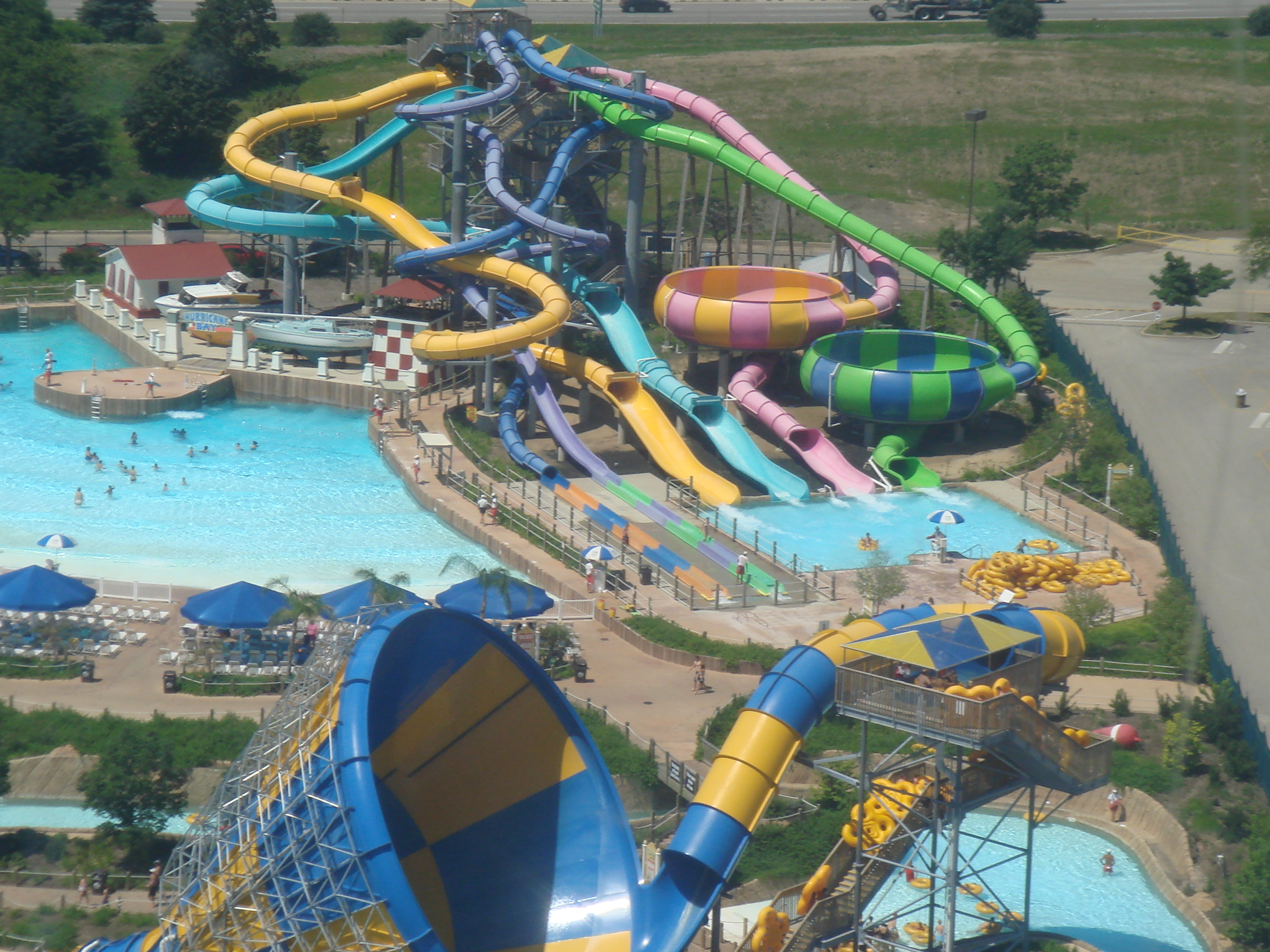
Vue aérienne de Hurricane Harbor

Liste des attractions du parc aquatique :
- Skull Island - 2005
- Hurricane Mountain - 2005
- Wahoo Racer - 2005
- Buccaneer Bay (zone pour enfants) - 2005
- Castaway Creek (courant artificiel) - 2005
- Bahama Mama and Bubba Tubba - 2005
- Hurricane Bay - 2005
- Vortex and Typhoon - 2005
- Paradise Plunge and Riptide - 2005
- Hammerhead and Barracuda - 2005
- Tornado - 2006

## Projets abandonnés

### MrFreeze Launched Coaster - 1998
Le parc avait planifié la construction de ces montagnes russes lancées, similaires aux attractions de Six Flags Over Texas et Six Flags St. Louis basées sur un des méchants de Batman : Mr Freeze.
Le projet a été annulé à la suite des nombreux problèmes survenus sur les modèles originaux. Le Camp Cartoon Network a été installé à la place.

### Entertainment Village - 2001
Jim Wintrode, gérant du parc à l’époque lança le projet d’un village de loisir adjacent au parc avec des boutiques, des hôtels et un parc aquatique. La ville de Gurnee n’approuva pas les plans, mettant ainsi un terme au projet.

## Parcs liés
Marriott ouvrit en 1976 un parc jumeau à Santa Clara, en Californie. Ce dernier fut racheté par le groupe Paramount Parks et devint Paramount's Great America jusqu’en 2007 où il fut vendu à Cedar Fair Entertainment Company. Il est aujourd’hui connu sous le nom California's Great America.
Un troisième parc devait ouvrir en Virginie, mais le projet ne vit jamais le jour à cause de nombreux problèmes de permis de construire.

## Fréquentation
Fréquentation annuelle 

2 532 000 (2022)